# 雲茂濟
云茂济，字汝楫，號莘川，廣東文昌水北都一图（今海南）人，清朝政治人物，進士出身。
同治二年（1863年）登進士，选翰林院庶吉士，改山西芮城县、崞县知县。